# Kabambaye
La Kabambaye, aussi écrit Kabambaie est une rivière de la république démocratique du Congo, qui se jette dans le Kasaï. Elle coule du sud-ouest au nord-est dans le district du Kasaï, et sert de frontière entre les territoires de Luebo et Kamonia.